# پرستاری نوزاد
پرستاری نوزاد (به انگلیسی: Neonatal nursing) شاخه‌ای اختصاصی از رشتهٔ پرستاری است که در آن پرستار، مراقبت‌های تخصصی پرستاری را به نوزادان تازه متولد شده اعم از نوزادان زودرس یا نوزادان دارای نقص‌های هنگام تولد، عفونت‌ها و ناهنجاری‌های قلبی ارائه می‌دهد.

## نقش پرستار نوزاد
- ارائه مراقبت و نظارت بر روند درمان نوزاد
- ارائه آموزش‌های لازم جهت پانسمان و دیگر موارد به والدین نوزاد

## مدارک پرستاری نوزادان
- دوره پیشرفته پرستاری مراقبت ویژه نوزادان (advanced nursing practice in newborn intensive care units)
- دیپلم در پرستاری مراقبت ویژه نوزادان (prostgraduate diploma in neonatal intensive carere nursing)
- پرستار دارای مجوز با تجربه مراقبت ویژه نوزادان (neonatalnurse practitioner)
- پرستار حرفه‌ای بالینی نوزادان (neonatalclinical nurse practitioner)
- پرستار بالینی متخصص نوزادان (neonatalclinical nurse specialists)
- پرستار بالینی نوزادان (neonatalnurse clinicaian)[۲]

## نگارخانه

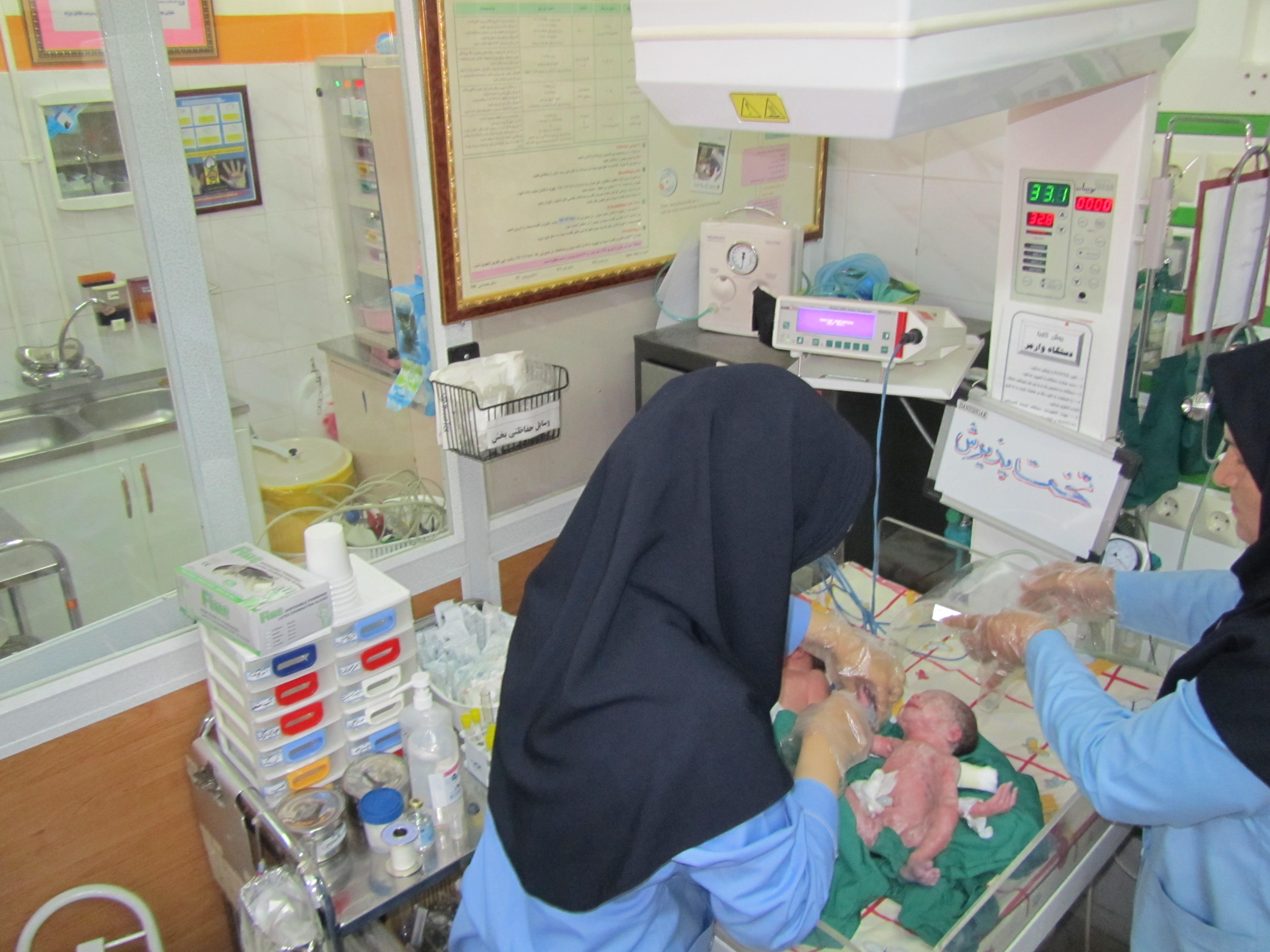
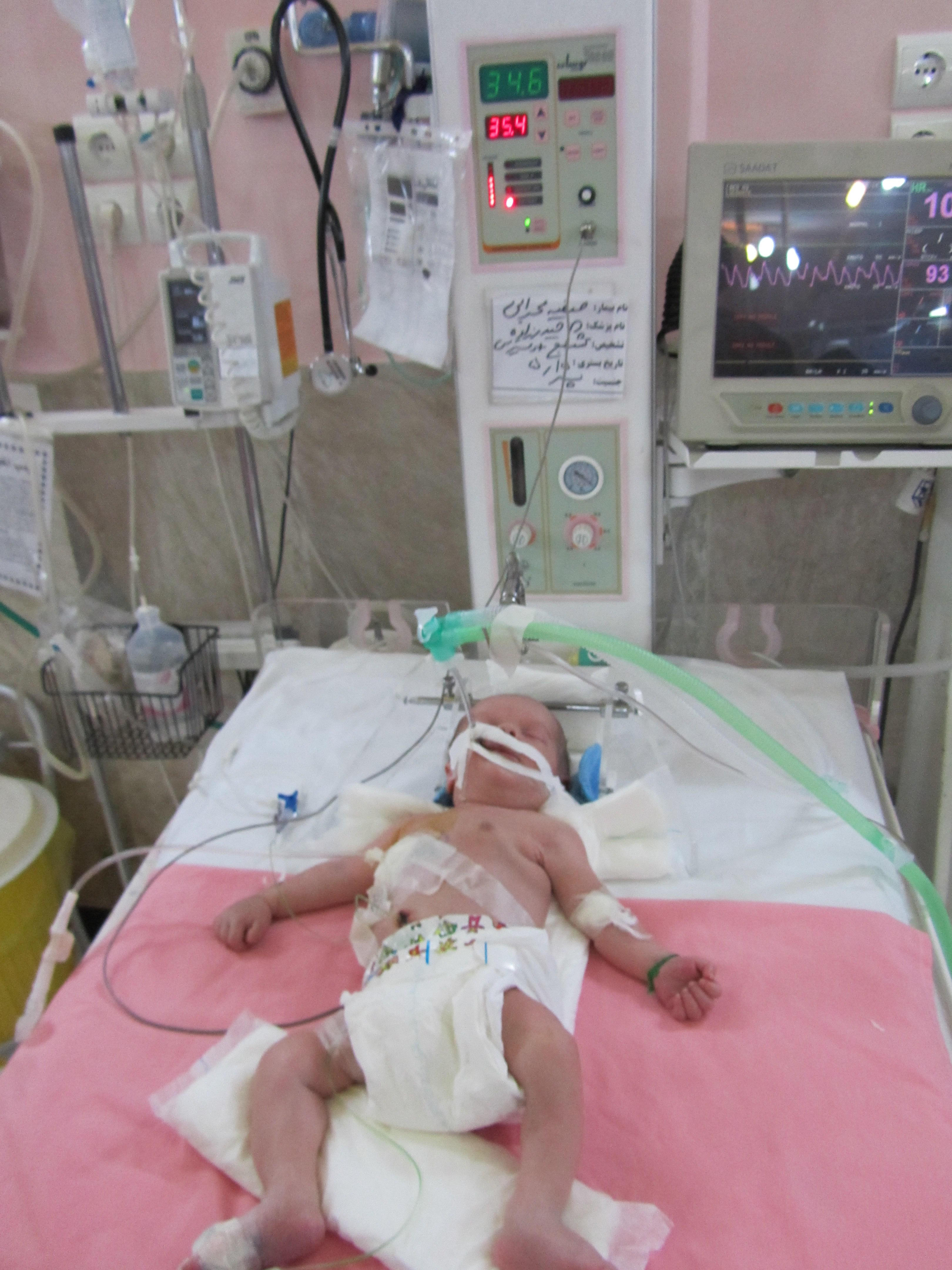
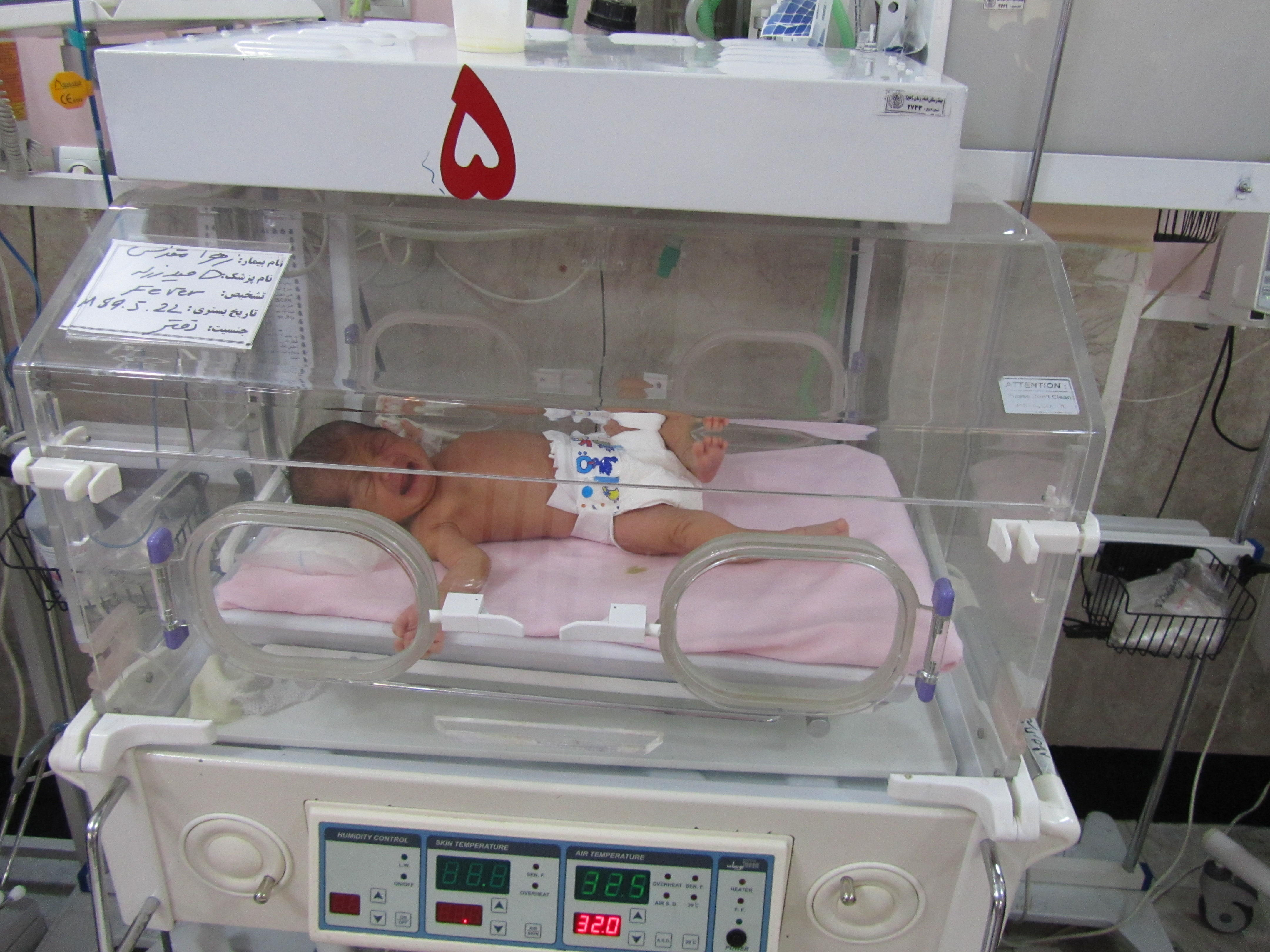